# حجل شقر
حَجَل شُقَّر حجل الشوكار أو الشنار أو القُطَيْعَة أو الحجل فقط (الاسم العلمي: Alectoris chukar) (بالإنجليزية: Chukar Partridge)‏ هو طائر من الطرائد تحت فصيلة التدرجية من رتبة الدجاجيات، ويعيش في أوراسيا من المتوسط وصولاً إلى الهند ونيبال. يُعرف بالعاميّة بالحجل، وتنتشر في عموم بلاد الشام وشمال الجزيرة العربيّة  وسيناء سلالة منه اسمها العلمي "Alectoris chukar sinaica ". يصطاده هواة الصيد ويرد كثيراً بالتراث الشامي والموسيقى الشعبية.

## الوصف
الحجل طائر من طرائد الصيد متوسط الحجم، يعيش على الأرض في الأراضي الصخرية الجبلية. رمادي وأسود من الأعلى، الجوانب بيضاء وكستنائية مخططة، والوجه أبيض محاط بطوق أسود، ويعرف بصوته المميز الشبيه بصوت نقنقة الدجاج وزقزقة العصافير. وهو طائر مقيم غير مهاجر. يبيض في شهر أيار (مايو) ويفقس في أوائل حزيران (يونيو).

## التسمية بالعربية
للحجل: أو الحِجْلَى، اسم آخر هو القَبَجُ، وتسمى ذكورها باليعاقيب والواحد: يعقوب. وفي اللغة، الحَجْلُ هو التبختر بالمشي، وربما هذا أصل التسميّة محاكاة لمشيتها. ويرد اسم هذا الطائر في الكتب أحياناً بالدجاج البري وكذلك بالحجل الرومي تمييزاً له عن قريبه في جنوب الجزيرة. أما القَبَجُ   فلازال مستخدماً بالعامية في العراق وباللغة الكرمنجيّة الكرديّة.

## معرض صور

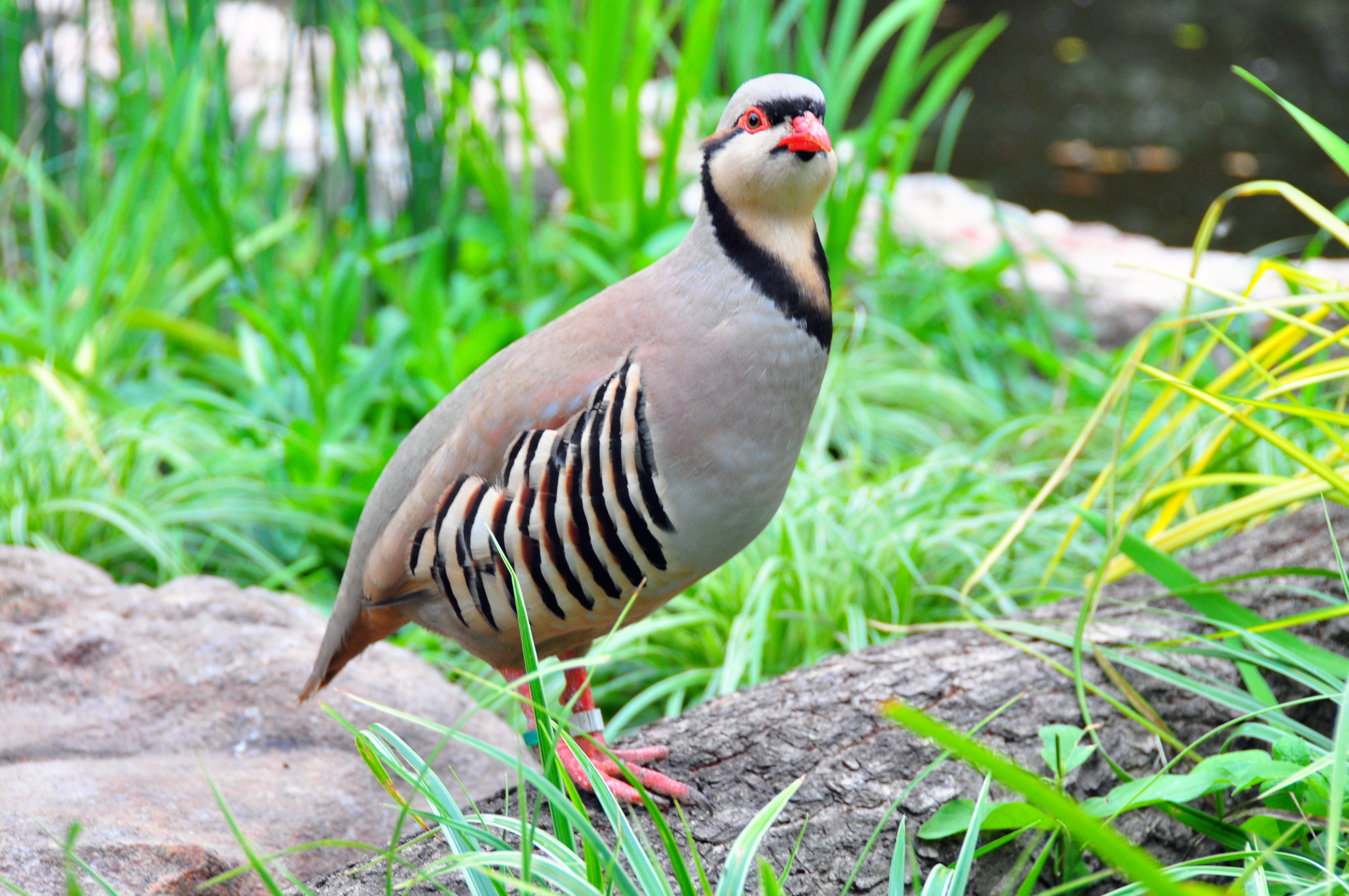
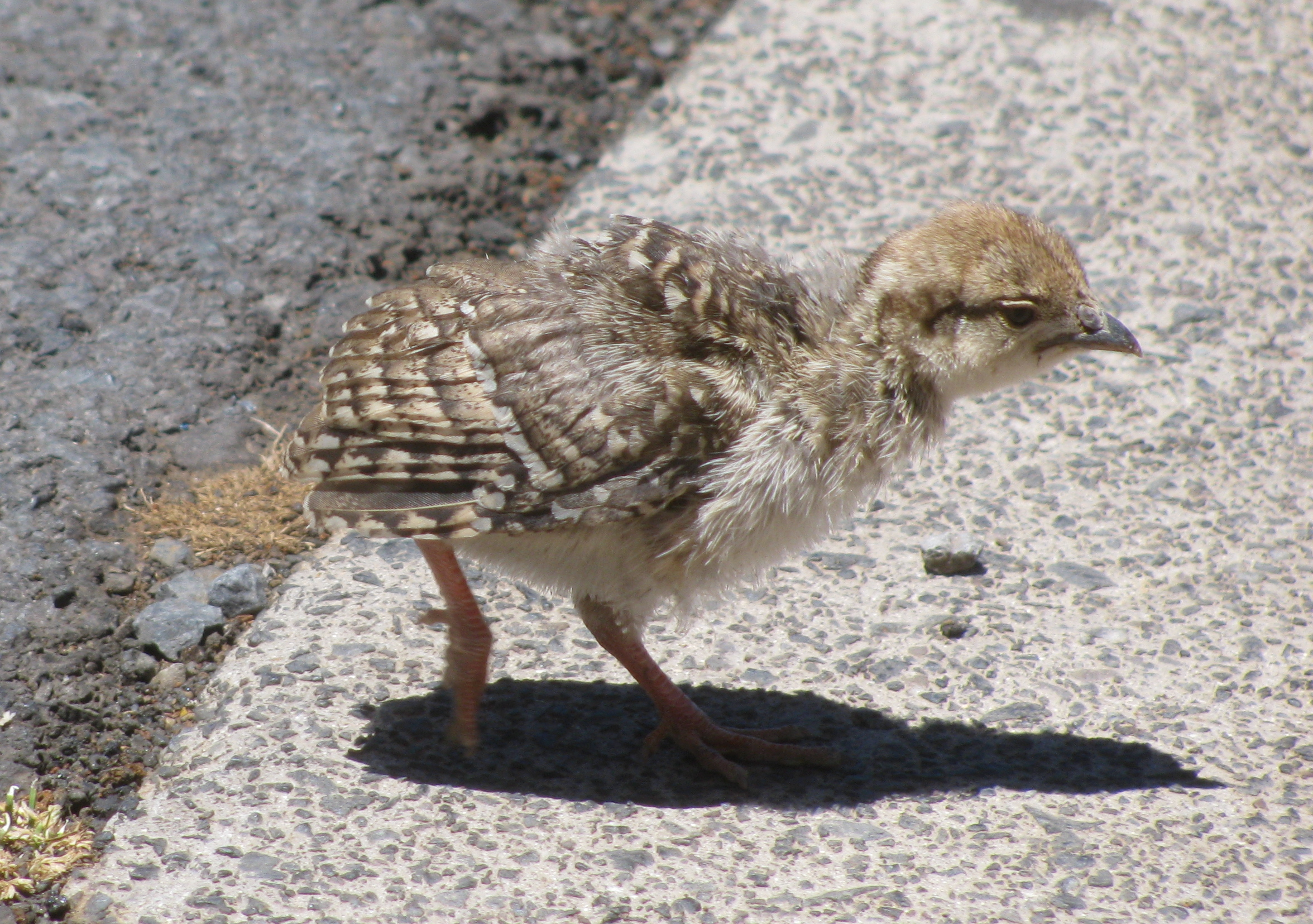
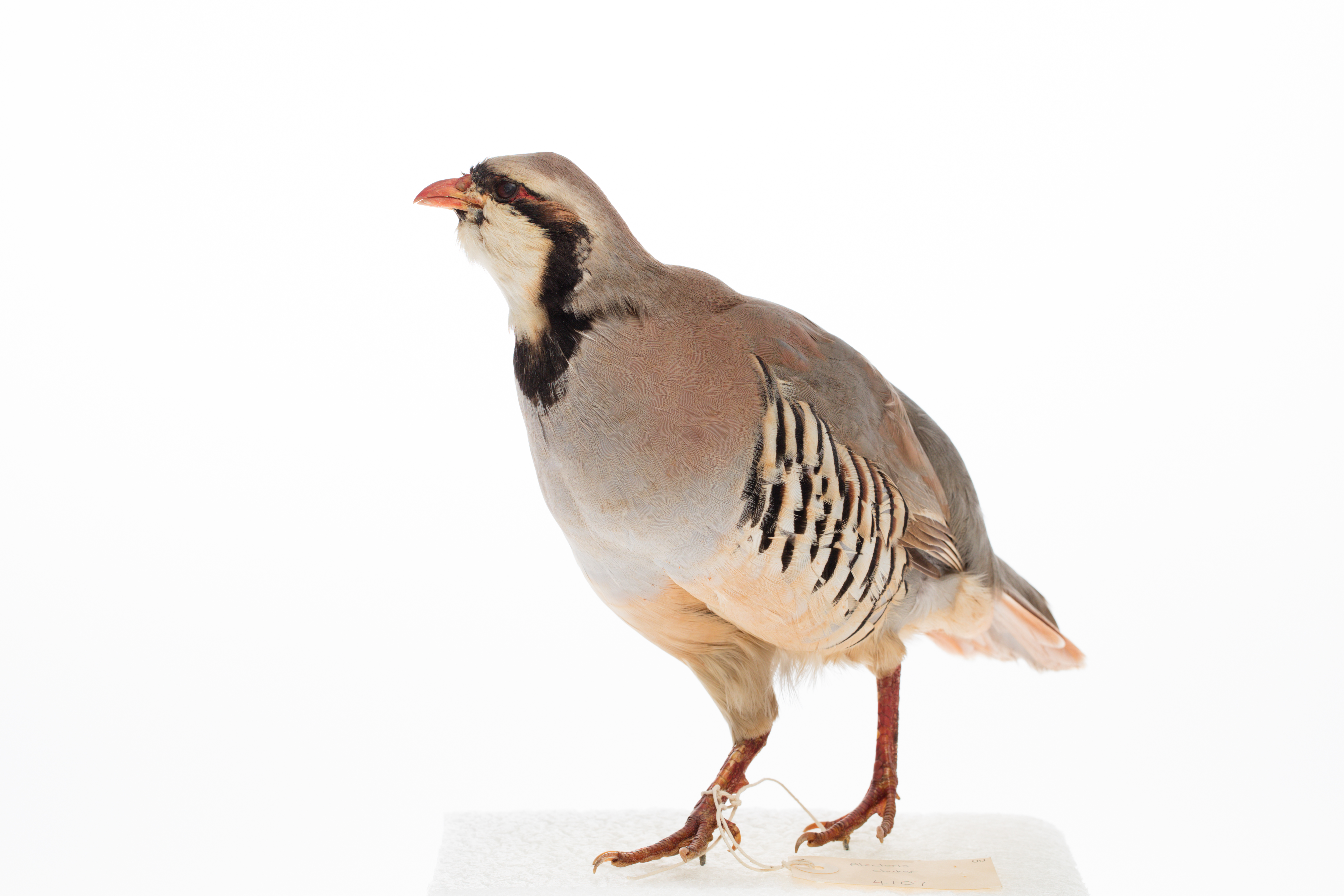
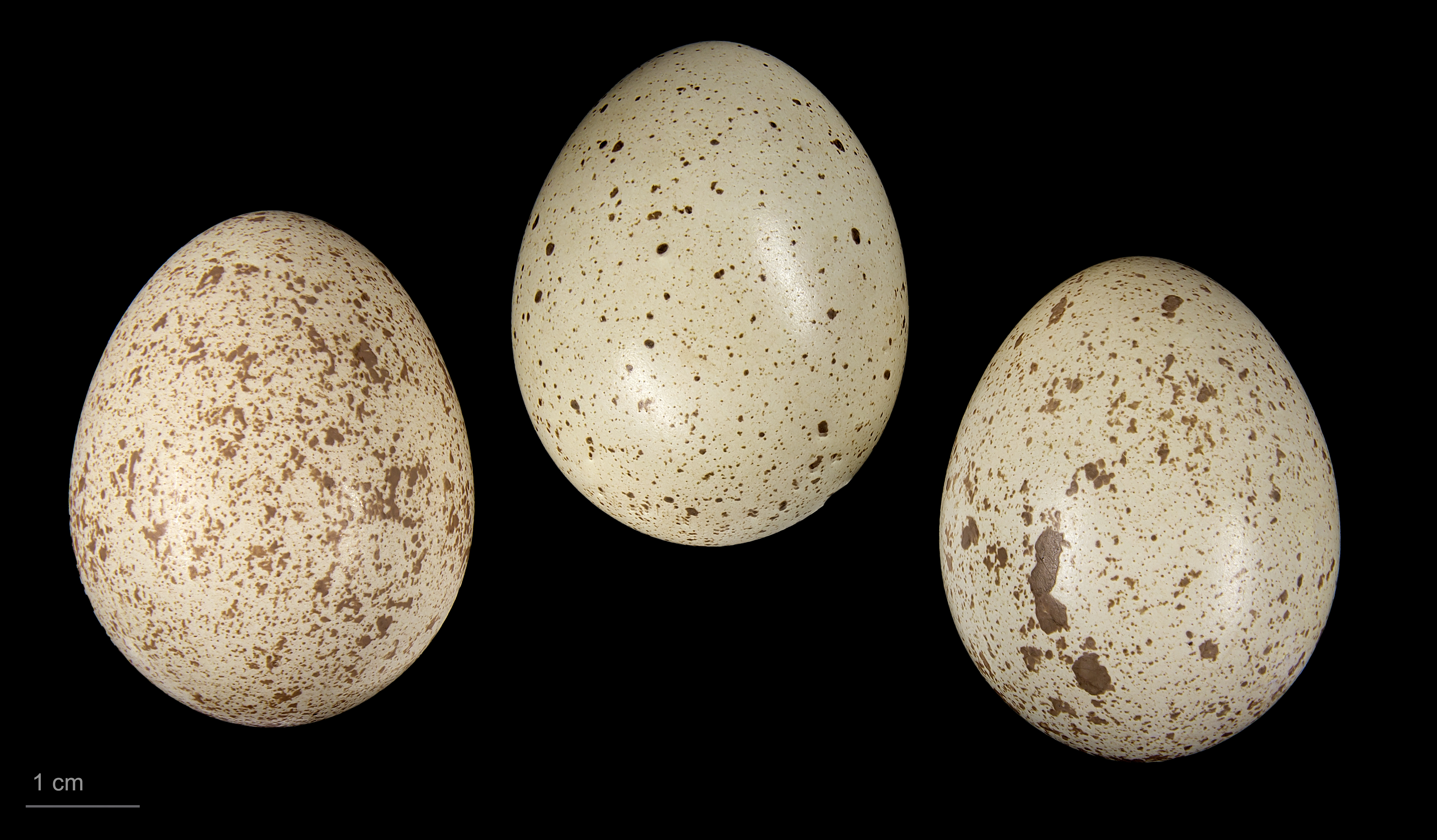
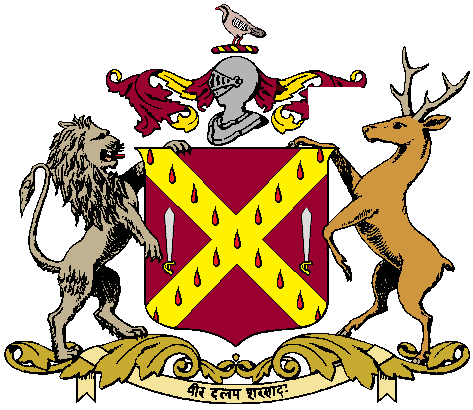